# Chuột chù Horsfield
 Chuột chù Horsfield, tên khoa học Crocidura horsfieldii, là một loài động vật có vú trong họ Chuột chù, bộ Soricomorpha. Loài này được Tomes mô tả năm 1856. Chúng được tìm thấy ở Ấn Độ, Campuchia, Đài Loan,Lào, Nepal, Nhật Bản, Sri Lanka, Thái Lan, Trung Quốc và Việt Nam.